# Église de la Trinité source de vie à Khokhli
Pour les articles homonymes, voir Église de la Sainte-Trinité.
L'église de la Trinité source de vie à Khokhli (russe : Церковь Троицы Живоначальной, что в Хохлах) est une église orthodoxe du quartier de la Colline Saint-Jean, à Moscou (située au 12 de la rue Khokhlovski).
Le terme Khokhli et le nom de la rue khokhlovski viennent du surnom russe pour les Ukrainiens (russe : хохол), nombreux dans ce quartier après le rattachement de l'Ukraine à la Russie au XVIIe siècle.
L'église est mentionnée depuis 1625 et le bâtiment en pierre actuel, un cube surmonté d'un octogone, date de 1696, le clocher a été érigé au XVIIIe siècle. En 1737 l'église fut dévastée par un incendie.
Lors de la prise de Moscou par les troupes de Napoléon en 1812 l'Église de la Trinité fut une des dix églises dans lesquelles les services religieux étaient autorisés.
Elle a été fermée par les soviétiques avant 1929 et demeura à l'abandon jusque dans les années 1970 quand fut entreprise une lente restauration de l'édifice. Dans les années 1980 le bâtiment était occupé par un institut de géophysique. Rendu au culte en 1992, l'église est une paroisse indépendante depuis 1998 (elle formait jusqu'alors une paroisse avec l'Église de Vladimir-Égal-aux-Apôtres).